# My Chemical Romance
My Chemical Romance (comumente abreviado como MCR ou My Chem) é uma banda americana de rock originária de Newark, Nova Jérsia. A formação atual inclui o vocalista principal Gerard Way, o guitarrista principal Ray Toro, o guitarrista rítmico Frank Iero e o baixista Mikey Way. Eles são considerados um dos grupos de rock mais influentes dos anos 2000 e uma presença significativa e uma presença significativa nos gêneros pop-punk e emo, apesar de a banda ter negado alguma relação ao gênero emo.
Fundada em setembro de 2001 por Gerard, Mikey, Toro e o baterista Matt Pelissier (mais tarde juntando-se a eles Frank Iero), a banda assinou com a Eyeball Records e lançou seu álbum de estreia, I Brought You My Bullets, You Brought Me Your Love, em 2002. No ano seguinte, assinaram com a Reprise Records e lançaram seu álbum de grande sucesso, Three Cheers for Sweet Revenge, em 2004. Pouco depois do lançamento do álbum, Pelissier foi substituído por Bob Bryar. O álbum foi um sucesso comercial, atingindo status de platina mais de um ano depois.
O destaque dos álbuns anteriores da banda foi superado pelo lançamento do álbum conceitual de ópera rock em 2006, intitulado The Black Parade. Alcançando um notável sucesso comercial, a música principal, "Welcome to the Black Parade", conquistou a liderança nas paradas de singles do Reino Unido. O álbum fortaleceu a comunidade de fãs da banda, mesmo diante da crítica desfavorável e opiniões negativas veiculadas pelo Daily Mail, o que provocou controvérsias em relação ao estilo do My Chemical Romance e de seus seguidores. O quarto álbum de estúdio, Danger Days: The True Lives of the Fabulous Killjoys, foi lançado em 2010. Bryar deixou a banda antes do lançamento do álbum, e em 2012, eles adicionaram o tecladista da turnê James Dewees. Em 2012 e 2013, a banda lançou uma série de singles gravados em 2009 sob o título de Conventional Weapons. O My Chemical Romance anunciou sua separação em 22 de março de 2013. Em 2014, um compilado de maiores sucessos intitulado May Death Never Stop You foi lançado, e uma reedição de aniversário de dez anos de The Black Parade, onde incluia versões demo de algumas músicas e performances de não incluídas no álbum, foi lançada em 2016.
Em 31 de outubro de 2019, a banda anunciou o primeiro show desde a pausa nas atividades em 2013, que ocorreu em Los Angeles em 20 de dezembro de 2019. Em janeiro de 2020, anunciaram shows adicionais e uma turnê, que começou em 2022 após um adiamento de dois anos devido à pandemia de COVID-19 e terminou no início de 2023. O My Chemical Romance lançou seu primeiro single desde 2014, "The Foundations of Decay" foi publicado sem aviso prévio para download digital e streaming em 12 de maio de 2022.

## História

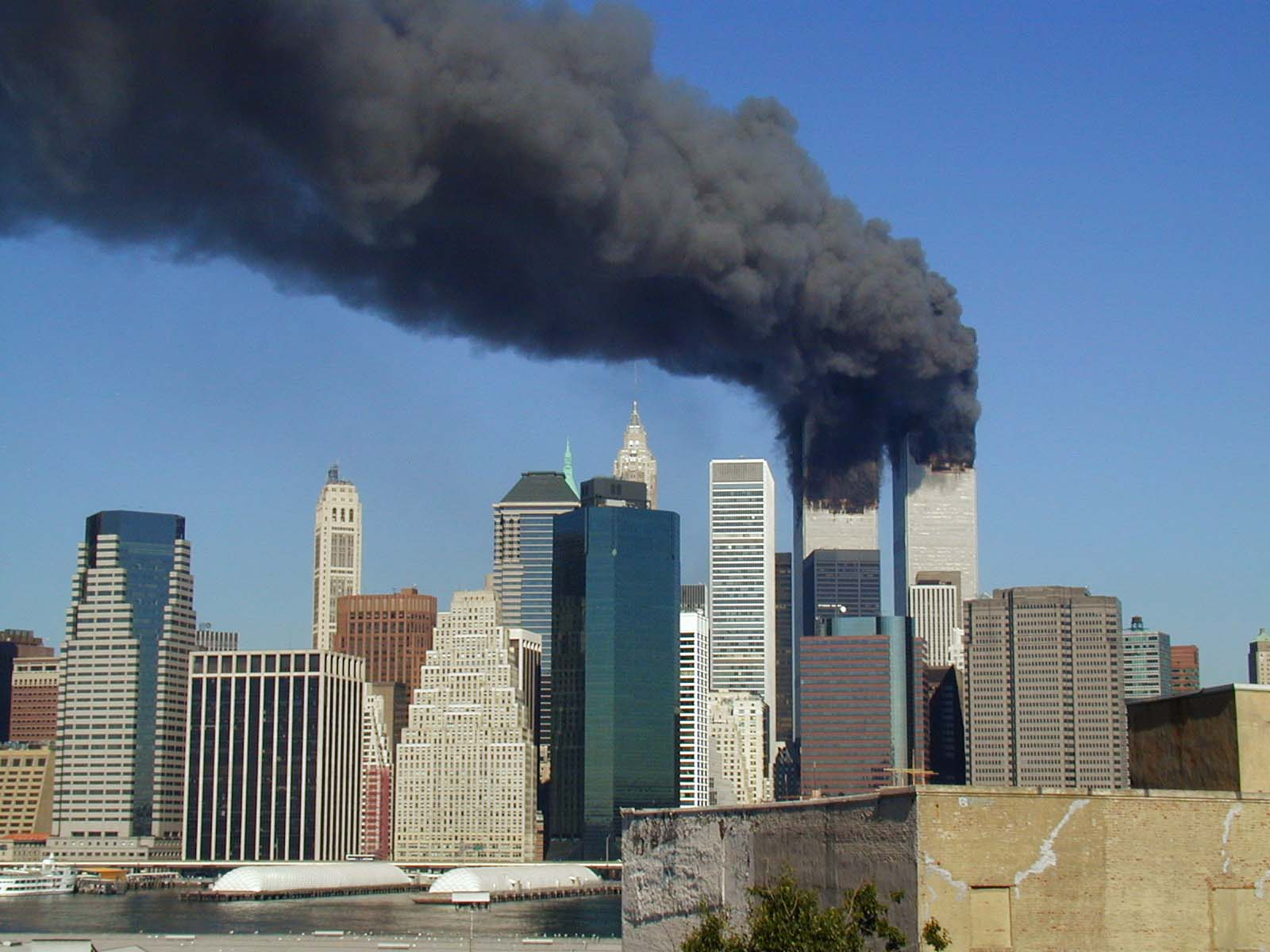
Testemunhar os ataques de 11 de setembro influenciou Gerard Way a formar o My Chemical Romance.

### Início da carreira eI Brought You My Bullets, You Brought Me Your Love(2001-2002)
A banda foi formada pelo vocalista Gerard Way e o baterista Matt Pelissier em Newark, Nova Jérsia, logo após os ataques de 11 de setembro. Testemunhar a queda das torres do World Trade Center influenciou a vida de Gerard a ponto de ele decidir começar uma banda. Pouco depois, Ray Toro, que era um amigo em comum de Gerard e Matt, foi recrutado como guitarrista, pois na época Gerard não conseguia cantar e tocar guitarra ao mesmo tempo. Gerard disse que "a música era algo que eu secretamente queria fazer" e mais tarde escreveu a música "Skylines and Turnstiles" para expressar seus sentimentos sobre o 11 de setembro.
O nome da banda foi sugerido pelo baixista Mikey Way, irmão mais novo de Gerard, que trabalhava em uma loja da Barnes & Noble, quando foi impactado pelo título de um livro do romancista Irvine Welsh chamado Ecstasy: Three Tales of Chemical Romance. As primeiras sessões de gravação foram realizadas no sótão da casa de Matt Pelissier, onde as músicas "Our Lady of Sorrows" e "Cubicles" foram gravadas. A banda se refere a essas sessões como The Attic Demos. Após ouvir as gravações e abandonar a faculdade, Mikey Way decidiu juntar-se à banda. Enquanto estava na Eyeball Records, o grupo conheceu Frank Iero, que na época era o vocalista e guitarrista da banda de pop-punk Pencey Prep. Após a separação do Pencey Prep em 2002, Frank tornou-se membro oficial do My Chemical Romance, poucos dias antes da gravação do seu álbum de estreia. I Brought You My Bullets, You Brought Me Your Love foi gravado apenas três meses após a formação do My Chemical Romance e o lançaram em 2002 pela Eyeball Records. O álbum foi produzido por Geoff Rickly, vocalista da banda de post-hardcore Thursday, após os membros se tornarem amigos dele enquanto tocava em shows em Nova Jérsia. Frank tocou guitarra em duas das faixas, uma das quais foi "Early Sunsets Over Monroeville". Durante esse tempo, o grupo foi agendado para tocar no famoso local Big Daddy's, onde começaram a chamar mais atenção.
O My Chemical Romance ofereceu downloads gratuitos através do PureVolume e da rede social MySpace, onde conquistaram uma base de fãs.

### Assinatura de uma grande gravadora eThree Cheers for Sweet Revenge(2003-2006)
Em 31 de agosto de 2003, a banda anunciou por meio de seu site que havia assinado contrato com a Reprise Records. O segundo álbum da banda, Three Cheers for Sweet Revenge, foi lançado em 8 de junho de 2004. Um mês após o lançamento do álbum, ao final de uma turnê pelo Japão, o baterista e co-fundador Matt Pelissier foi expulso da banda e logo depois substituído por Bob Bryar. A banda lançou quatro singles do álbum: "I'm Not Okay (I Promise)", "Thank You for the Venom", "Helena" e "The Ghost of You". O álbum alcançou a marca de platina pouco mais de um ano após seu lançamento.
No início de 2005, a banda participou da primeira turnê Taste of Chaos ao lado de The Used e Killswitch Engage. O grupo também foi a banda de abertura da turnê American Idiot do Green Day. Em seguida, foram atrações principais da Warped Tour de 2005 com o Fall Out Boy e dividiram o status de atração principal de uma turnê com a banda de punk rock Alkaline Trio e a banda de rock americana Reggie and the Full Effect pelos Estados Unidos. No mesmo ano, o My Chemical Romance tocou junto o The Used uma versão da música "Under Pressure" do Queen e David Bowie, lançada como single beneficente para ajuda as vítimas do tsunâmi do oceano Índico de 2004 no iTunes e em outras plataformas da Internet.
Em março de 2006, o álbum Life on the Murder Scene foi lançado, incluindo um CD e dois DVDs. Ele continha um DVD documentário narrando a história da banda e um segundo DVD com videoclipes, a produção de seus vídeos e performances ao vivo. Uma biografia não autorizada em DVD intitulada Things That Make You Go MMM! também foi lançada em junho de 2006. O DVD na verdade não apresenta clipes ou performances musicais do My Chemical Romance, mas contém entrevistas com pessoas que conheceram a banda antes de grande parte de sua fama. Uma biografia intitulada Something Incredible This Way Comes também foi lançada, escrita pelo escritos inglês e escritor-fantasma Paul Stenning e publicada em 2006. Ela apresenta informações desde o início da banda até o terceiro álbum, The Black Parade.[carece de fontes?]

### Mudanças comThe Black Parade(2006)
O My Chemical Romance começou a gravar seu terceiro álbum de estúdio em 10 de abril de 2006, com Rob Cavallo, produtor de muitos álbuns do Green Day. Originalmente, acreditava-se que seria intitulado The Rise and Fall of My Chemical Romance (em referência a do álbum The Rise and Fall of Ziggy Stardust and the Spiders from Mars de David Bowie), mas em uma entrevista à Kerrang!, Gerard Way sugeriu que esse era apenas o título do protótipo do álbum, afirmando "Nunca foi o título do álbum, foi mais uma paródia ou piada interna".
Em 3 de agosto de 2006, a banda concluiu as filmagens dos vídeos para seus dois primeiros singles do álbum, "Welcome to the Black Parade" e, embora não lançado até janeiro de 2007, "Famous Last Words". Ambos os vídeos foram dirigidos por Samuel Bayer, diretor dos vídeos de "Smells Like Teen Spirit" do Nirvana e de "American Idiot" do Green Day. Durante as filmagens para o segundo vídeo, Gerard Way e Bob Bryar ficaram feridos. Gerard rompeu os ligamentos no tornozelo, e Bob sofreu queimaduras de terceiro grau em suas mãos e pernas. Consequentemente, a banda teve que cancelar algumas datas da turnê.
Em 22 de agosto de 2006, a banda realizou um show especial único na casa de shows Hammersmith Palais em Londres, com capacidade para 1.800 pessoas. Os ingressos esgotaram em 15 minutos. Mais tarde durante o show, o título do álbum foi confirmado. A banda foi alvo de garrafas durante uma apresentação no Reading Festival por fãs da banda Slayer, que se apresentou antes deles no festival; Gerard mais tarde descreveu isso como sua "maior vitória como show".
"Welcome to the Black Parade" foi lançado como single em 11 de setembro de 2006. Em 26 de setembro de 2006, o videoclipe para a canção foi lançado no Reino Unido, e em 27 de setembro nos EUA. O single tornou-se o primeiro número um da banda no UK Singles Chart em outubro de 2006. The Black Parade foi lançado em 23 de outubro de 2006 no Reino Unido e em 24 de outubro de 2006 nos Estados Unidos, recebendo críticas positivas. Nos EUA, "Welcome to the Black Parade" atingiu o nono lugar no Billboard Hot 100, tornando-se o único hit da banda no top dez até o momento no gráfico.
A turnê mundial The Black Parade começou em 22 de fevereiro de 2007, com 133 shows que contaram com Rise Against, Thursday e Muse como atos de abertura. James Dewees, vocalista do Reggie and the Full Effect, juntou-se à banda para tocar teclado e sintetizador a partir desse ponto. Em abril de 2007, foi anunciado que Mikey Way deixaria temporariamente a turnê para passar tempo com sua nova esposa, Alicia Simmons-Way. O substituto temporário de Way foi Matt Cortez, um amigo da banda. Durante a terceira parte da turnê, como ato de apoio para o Muse, membros do My Chemical Romance e sua equipe, junto com membros da equipe do Muse, sofreram intoxicação alimentar e, consequentemente, tiveram que cancelar seis shows. A banda mais tarde participou da turnê Projekt Revolution do Linkin Park em 2007, junto com Placebo, Mindless Self Indulgence, Saosin, Taking Back Sunday e HIM.
O My Chemical Romance recebeu uma série de elogios por The Black Parade. A Kerrang! o classificou como o quarto melhor álbum de 2006.[carece de fontes?] Na lista da revista Rolling Stone dos 50 melhores álbuns de 2006, The Black Parade foi votado como o 20º melhor álbum do ano. O grupo ganhou o prêmio de Melhor Banda Internacional no NME Awards de 2007, e Gerard Way também ganhou o prêmio de Herói do Ano. A banda também foi indicada como Melhor Grupo Alternativo no American Music Awards de 2007.[carece de fontes?]
A banda anunciou em um blog em seu site que faria uma última turnê nos Estados Unidos antes de fazer uma pausa. Ao mesmo tempo, anunciaram que lançariam uma coleção de DVD/CD ao vivo intitulada The Black Parade Is Dead!, que inclui dois shows de outubro de 2007, o último show da "Black Parade" no México e um pequeno show na casa de shows Maxwell's, em Nova Jérsei. O DVD/CD estava programado para ser lançado em 24 de junho nos Estados Unidos e em 30 de junho no Reino Unido, mas foi adiado para 1º de julho devido a um defeito técnico no show do México. Em 3 de fevereiro de 2009, foi lançado um EP com músicas B-side dos singles de The Black Parade, intitulado The Black Parade: The B-Sides. A banda anunciou então que lançaria "uma coleção de nove vídeos ao vivo nunca antes vistos, diretamente do bis do show da Cidade do México de outubro de 2007" durante a Black Parade World Tour, intitulada ¡Venganza!. O lançamento foi em um pen drive em formato de um projétil e também continha fotos exclusivas da banda se apresentando. Foi lançado em 29 de abril de 2009.

### Controvérsia com oDaily Mail
Em 2006, o tabloide britânico Daily Mail caracterizou a banda e seus fãs como "emo" e um "culto à automutilação". O The Guardian descreveu que a associação do My Chemical Romance com o emo originou-se "da aparência de Frank Iero, da produção de seu álbum de estreia por um membro do Thursday e da abertura dos membros da banda sobre seus problemas de saúde mental", enquanto reconhecia grandes diferenças estilísticas entre o emo e a música do My Chemical Romance. A banda contestou a associação deles com o emo e a caracterização de sua música como perigosa, comparando-a às controvérsias em torno da banda de heavy metal Judas Priest nos anos 1980. A atenção da mídia, que coincidiu com o lançamento de The Black Parade, é considerada ter impulsionado a popularidade da banda no Reino Unido.
Em 16 de maio de 2008, o Daily Mail publicou um artigo intitulado "Por que nenhuma criança está a salvo do sinistro culto emo". O artigo discutiu o suicídio de uma garota britânica de treze anos chamada Hannah Bond, que supostamente tirou a própria vida por causa de seu envolvimento em um "culto emo", que o jornal associava diretamente ao My Chemical Romance e seus fãs, e ao álbum deles na época, The Black Parade. A base para o artigo foi uma declaração do legista Roger Sykes, da investigação sobre a morte de Bond, que expressou preocupação de que seu estilo de vida "emo" glamorizasse o suicídio e sugeriu que sua obsessão pelo My Chemical Romance estava ligada à sua morte. O Daily Mail seguiu isso com várias histórias também descrevendo a banda e o emo como um "culto sinistro" e "perigoso". Defensores da música emo contataram a revista britânica NME para defender o gênero contra acusações de promover o suicídio. A banda respondeu prestando homenagem a Bond, dizendo que sua música é "anti-violência e anti-suicídio" e visa fornecer conforto e consolo aos fãs, incentivando aqueles que sentem depressão ou pensamentos suicidas a procurar ajuda.
Um grupo de fãs britânicos eventualmente planejou uma marcha por Londres em protesto contra a representação da banda na mídia. A marcha estava prevista para ocorrer em 31 de maio, começando no West Pond do Hyde Park e terminando em frente aos escritórios do Daily Mail. A marcha deveria atrair de 500 a 1.000 manifestantes, de acordo com os organizadores. Após preocupações da polícia, a marcha foi cancelada e, em vez disso, cerca de 100 fãs se reuniram no metrô de Marble Arch.
O Daily Mail defendeu sua posição, afirmando que sua cobertura era "equilibrada e contida" e "no interesse público", e que estavam relatando preocupações genuínas levantadas pelo legista na investigação. Eles afirmaram que sua cobertura das observações do legista e dos comentários dos pais estava de acordo com a de outros jornais e apontaram para a publicação de cartas de leitores defendendo a banda e críticas positivas aos álbuns e turnês da banda. A Kerrang! mais tarde descreveu a história original como tendo uma "abordagem pesada e imprecisões factuais" e demonizou a subcultura emo. Em uma retrospectiva de 2022, o The Guardian descreveu a reação contra a banda e a música emo como um "pânico moral".

### Danger Days: The True Lives of the Fabulous Killjoyse saída de Bob Bryar (2009-2011)
Em 1º de fevereiro de 2009, o My Chemical Romance lançou um novo single intitulado "Desolation Row" (uma versão da música do compositor Bob Dylan). Foi gravado para ser a faixa de créditos finais para o filme Watchmen, de 2009. O filme uma adaptação da graphic novel de mesmo nome.
Em 27 de maio de 2009, o web designer do My Chemical Romance, Jeff Watson, anunciou por meio do site da banda que o grupo estava indo para o estúdio para gravar seu quarto álbum completo. A gravação ocorreu nas semanas seguintes com o produtor Brendan O'Brien, que já trabalhou com as bandas AC/DC, Mastodon e Pearl Jam.
Em uma entrevista à NME, Gerard Way disse que o próximo álbum da banda seria um álbum de rock, afirmando: "Acho que [o próximo álbum] definitivamente será mais simplificado. Acho que a banda sente falta de ser uma banda de rock". Em uma entrevista separada ao Idiomag, Gerard comentou que o próximo lançamento seria menos teatral em geral, afirmando que "não vai se esconder mais atrás de um véu de ficção ou uniformes e maquiagem". Em uma entrevista ao PopEater, Gerard também afirmou que o próximo álbum será "cheio de raiva". Ele também disse: "ao longo dos anos, ouvindo nós mesmos ao vivo e nos álbuns, meio que preferimos o ao vivo. Há mais sensação de garagem e mais energia. Gostaria de capturar um pouco disso, finalmente. Esse é o objetivo para o próximo álbum".
Em 31 de julho e 1º de agosto de 2009, o My Chemical Romance fez dois shows "secretos" no The Roxy Theater, em Los Angeles. Esses foram os primeiros concertos da banda desde o Madison Square Garden em maio de 2008. A banda também estreou várias músicas novas, supostamente do próximo quarto álbum, durante os shows, uma delas supostamente intitulada "Death Before Disco", uma música que Gerard disse estar particularmente empolgado.  A música foi posteriormente renomeada para "Party Poison" e foi incluída no novo álbum. Gerard explicou mais em uma entrevista à Rolling Stone que "é um som completamente diferente para a banda - é como uma música anti-festa que você pode festejar. Mal posso esperar para as pessoas ouvirem. Ela traz de volta, liricamente, parte daquela maravilhosa ficção do primeiro álbum".
Gerard Way também disse em uma entrevista de novembro de 2009 à Rock Sound que o quarto álbum seria o trabalho definidor da banda. "Um amigo que ouviu o álbum recentemente disse que agora não tinha mais interesse em ouvir nosso trabalho anterior, que tínhamos tornado todo o nosso material antigo ultrapassado. Eu levei isso como um elogio, a próxima coisa que você sempre deve fazer é fazer a última parecer sem importância e acho que isso vai acontecer quando finalmente lançarmos este álbum".

Em 3 de março de 2010, Frank Iero anunciou no site oficial do grupo que Bob Bryar havia deixado a banda, escrevendo:
"Há 4 semanas, o My Chemical Romance e Bob Bryar seguiram caminhos diferentes. Esta foi uma decisão dolorosa para todos nós e não foi tomada de ânimo leve. Desejamos a ele tudo de melhor em seus empreendimentos futuros e esperamos que todos vocês façam o mesmo."

— Frank Iero
Desde a saída de Bob, o My Chemical Romance não teve um baterista integral na formação. Em uma entrevista à MTV em março de 2010 sobre o novo álbum, Gerard explicou: "Ainda não há título... Eu estou realmente animado com isso. É meio que 'tudo vale' neste momento, mas estou tão feliz com as músicas." Embora a banda tenha decidido sobre o título de seu quarto álbum, continuou sem ser anunciado, com vários rumores circulando e o My Chemical Romance declarando em seu site que será revelado "no devido tempo" e, nas palavras de Gerard Way, "de uma maneira especial desta vez. Talvez algum tipo de evento, algo divertido, algo em breve."
Durante a Comic-Con de San Diego em 2010, Gerard anunciou que a banda havia terminado de gravar o quarto álbum de estúdio. Isso foi posteriormente confirmado por Frank no site oficial, anunciando que o álbum estava terminado
Em setembro, um vídeo trailer foi carregado na página oficial do My Chemical Romance no YouTube com o título "Art is a Weapon", que anunciava o título do álbum: Danger Days: The True Lives of the Fabulous Killjoys. O vídeo mostrava a banda usando roupas coloridas, enfrentando personagens em um ambiente desértico, e apresentava uma amostra de música da canção "Na Na Na (Na Na Na Na Na Na Na Na Na)". O renomado autor de quadrinhos e amigo pessoal da banda, Grant Morrison, faz uma participação especial, no papel de um inimigo e líder de um grupo de personagens mascarados. Em 22 de setembro de 2010, a banda estreou a música "Na Na Na (Na Na Na Na Na Na Na Na Na)" no programa de Zane Lowe na BBC Radio 1 e na estação de rádio KROQ-FM de Los Angeles. O álbum foi lançado em 22 de novembro de 2010.
A Rock Sound teve uma prévia do álbum e deu uma crítica positiva, comentando que "a maneira como eles usaram tudo o que aprenderam em The Black Parade e ajustaram em certos lugares parece natural e confiante" e que ele vê "a criatividade da banda decolando musicalmente, graficamente e literalmente".
Michael Pedicone se juntou à banda como baterista de turnê no final de 2010, substituindo Bob Bryar.
Durante uma apresentação na Wembley Arena em 12 de fevereiro de 2011, Gerard anunciou que a banda se apresentaria em um festival no Reino Unido ainda naquele ano, mais tarde confirmado como os Reading and Leeds Festivals, nos quais foram a atração principal. Eles também se apresentaram no Radio 1's Big Weekend em Carlisle, Inglaterra, em 15 de maio de 2011.
Em 2 de setembro de 2011, Frank Iero postou um blog no site da banda afirmando: "A relação entre My Chemical Romance e Michael Pedicone acabou" e explicou que Pedicone foi demitido porque "foi pego roubando da banda e confessou à polícia depois do nosso show ontem à noite em Auburn, Washington". Frank também mencionou sua esperança de conseguir um novo baterista a tempo para o próximo show e evitar ter que cancelar qualquer apresentação no processo.
Em 4 de setembro de 2011, foi revelado por várias fontes que Jarrod Alexander seria o novo baterista de turnê pelo restante da turnê. Ele também se apresentou com eles no final de outubro no Voodoo Experience e nos shows na Austrália e Nova Zelândia no Big Day Out no início de 2012.

### Conventional Weaponse separação (2011-2013)
Em uma entrevista à Rolling Stone em outubro de 2011, o guitarrista Frank Iero revelou que nova música poderia ser lançada "no verão".
Em 28 de abril de 2011, o apresentador de televisão dos EUA Glenn Beck rotulou a música "Sing" do My Chemical Romance como "propaganda" depois que ela foi apresentada e coberta no programa de TV musical dramático Glee em fevereiro de 2011. Beck afirmou: "É um hino dizendo 'Junte-se a nós'. Como você e eu podemos vencer contra isso?". Gerard Way respondeu à acusação no site oficial da banda, escrevendo: "Acho que a palavra que Glenn Beck estava procurando era 'subversão', não 'propaganda', porque não sei para o que seria considerada propaganda - verdade? Sentimento?" Ele também disse que estava "chocado que não houve verificação real dos fatos" para essa declaração. O baixista Mikey Way disse à BBC: "Se estamos recebendo reações de pessoas assim, estamos fazendo algo certo."
Em 18 de dezembro de 2011, a banda apareceu no programa Yo Gabba Gabba! do canal Nick Jr. e apresentou uma música chamada "Every Snowflake Is Different (Just Like You)". Isso fez parte de um especial de Natal para o programa. O especial incluiu outras participações famosas, como Tony Hawk e Tori Spelling.
Em fevereiro de 2012, membros do My Chemical Romance revelaram que estavam construindo um estúdio em Los Angeles para gravar músicas para o quinto álbum da banda com o título provisório MCR5, agora com o tecladista de turnê James Dewees como membro oficial. A banda trabalhou com o engenheiro Doug McKean, que anteriormente trabalhou em The Black Parade e Danger Days: The True Lives of the Fabulous Killjoys. Em 14 de setembro de 2012, Frank Iero anunciou através do site oficial da banda um novo projeto intitulado Conventional Weapons. O projeto envolvia 10 músicas inéditas que foram gravadas em 2009, antes da produção de Danger Days. A banda lançou duas músicas por mês durante cinco meses a partir das sessões de Conventional Weapons, começando em outubro de 2012 e terminando em fevereiro de 2013. De acordo com a edição de outubro de 2012 da revista Q, Frank Iero relatou que as primeiras sessões para o próximo álbum com o novo baterista Jarrod Alexander estavam progredindo bem. "Jarrod é um cara incrível e um músico fantástico. Tem sido realmente divertido fazer música com ele nos últimos meses", comentou Frank.

Em 22 de março de 2013, a banda anunciou sua separação em seu site oficial, emitindo a seguinte declaração:
"Estar nesta banda nos últimos 12 anos tem sido uma verdadeira bênção. Conseguimos ir a lugares que nunca imaginávamos. Conseguimos ver e vivenciar coisas que nunca imaginamos serem possíveis. Compartilhamos o palco com pessoas que admiramos, pessoas a quem olhamos para cima, e, acima de tudo, nossos amigos. E agora, como todas as grandes coisas, chegou a hora de terminar. Obrigado por todo o seu apoio e por fazer parte da aventura."
Gerard Way postou um tweet estendendo o assunto em sua conta no Twitter dois dias após o anúncio no site, no qual confirmou o fim do grupo, mas negou que desentendimentos entre os membros da banda fossem o motivo da separação.

### May Death Never Stop Youe pós-separação (2013-2019)
Em 25 de março de 2014, a banda lançou uma coletânea de maiores sucessos, May Death Never Stop You, que continha material de toda a sua carreira, além de uma faixa inédita. A faixa "Fake Your Death" foi disponibilizada digitalmente em 17 de fevereiro. É a única música na discografia do MCR em que James Dewees toca teclado.
Após a separação da banda, os membros continuaram a seguir carreiras na música. O vocalista principal, Gerard Way, anunciou seu álbum solo de estreia Hesitant Alien com o lançamento do single "Action Cat". O álbum foi lançado em 29 de setembro de 2014, no Reino Unido, e um dia depois nos EUA. Hesitant Alien foi um sucesso comercial moderado, liderando a parada de álbuns alternativos da Billboard dos EUA e alcançando o 16º lugar na Billboard 200 dos EUA. Hesitant Alien também liderou a lista de "Dez Álbuns Essenciais de 2014" da Alternative Press.
O guitarrista base Frank Iero colaborou esporadicamente com James Dewees, tecladista do My Chemical Romance, formando a banda de hardcore Death Spells e se apresentando com o Reggie and the Full Effect (ao lado do guitarrista do My Chemical Romance Ray Toro), lançando o sexto álbum de estúdio No Country for Old Musicians em 19 de novembro de 2013. Depois, ele anunciou por meio de seu site oficial que assinou com a Staple Records e lançaria um álbum solo completo intitulado Stomachaches sob o pseudônimo "frnkiero andthe cellabration". O álbum contou com o ex-baterista da turnê do My Chemical Romance, Jarrod Alexander. Stomachaches foi lançado mundialmente em 25 de agosto de 2014.
O baixista Mikey Way formou a banda Electric Century junto com o vocalista do grupo de rock Sleep Station, David Debiak, em 2014, e lançou seu single de estreia "I Lied" em fevereiro de 2014. A dupla anunciou seu EP de estreia autointitulado em 10 de março de 2015, e foi lançado no Record Store Day em 18 de abril de 2015.
O guitarrista principal Ray Toro postou uma música em sua conta no SoundCloud intitulada "Isn't That Something" em 24 de maio de 2013. Em 1º de janeiro de 2015, ele postou uma nova música, intitulada "For the Lost and Brave", em seu site, dedicando a música a Leelah Alcorn, uma adolescente transgênero que cometeu suicídio.
Em 20 de julho de 2016, a banda postou em suas páginas oficiais no Twitter e no Facebook um vídeo com a introdução de piano de "Welcome to the Black Parade", terminando com uma data enigmática, "23/09/16". O vídeo também foi publicado no canal do YouTube da banda com o título "MCRX". Isso levou a inúmeros rumores e relatos sobre a possível volta do grupo até ser revelado que seria uma reedição de The Black Parade com demos inéditas. A reedição, intitulada The Black Parade/Living with Ghosts, inclui 11 demos e faixas ao vivo. Dois meses antes de seu lançamento, uma versão de "Welcome to the Black Parade", intitulada "The Five of Us Are Dying", que foi uma das primeiras versões para a música foi disponibilizada para streaming.
Em uma discussão sobre seu trabalho na revista em quadrinhos Doom Patrol, Gerard Way disse à Billboard: "Eu não descartaria (uma reunião), mas ao mesmo tempo, todos estão fazendo coisas em suas vidas agora que estão realmente gostando".

### Reunião de volta e novo material (2019-presente)
Em 31 de outubro de 2019, a banda anunciou que se reuniria em Los Angeles em 20 de dezembro, juntamente com o lançamento de uma nova linha de produtos. O anúncio foi acompanhado pelas legendas "Return" e "Like Phantoms Forever...". O show esgotou quase imediatamente. Inicialmente pensado para ser um show único, quase uma semana depois, a banda anunciou mais datas na Austrália, Japão e Nova Zelândia para 2020. Posteriormente, revelaram que haviam se reunido pela primeira vez em 2017 e trabalhado juntos desde então, antes do anúncio oficial de 2019. O concerto arrecadou US$1.451.745, com uma audiência de 5.113 pessoas.
Em janeiro de 2020, o grupo anunciou planos para realizar um, depois dois, depois três concertos no Stadium MK (Milton Keynes, Inglaterra), nos dias 18, 20 e 21 de junho de 2020, já que os ingressos para cada dia se esgotaram em questão de minutos. Mais tarde no mesmo mês, o grupo estreou um vídeo enigmático no YouTube que terminou anunciando uma turnê pela América do Norte. Os shows na foram colocados à venda em 31 de janeiro de 2020 e se esgotaram em menos de seis horas. Devido à pandemia contínua de COVID-19, todos os shows da turnê que estavam programados para começar em 2020 foram adiados para 2021, incluindo a parte norte-americana. Essas datas da turnê foram posteriormente reprogramadas novamente para 2022. A turnê começou em 16 de maio de 2022 no Eden Project, e concluiu em 26 de março de 2023 em Tóquio, Japão.
Em 12 de maio de 2022, a banda lançou "The Foundations of Decay", sua primeira música nova desde 2014.
My Chemical Romance foi programado como a atração principal do When We Were Young Festival 2024 em Las Vegas, ao lado de Fall Out Boy. A banda apresentou na íntegra seu álbum de 2006, The Black Parade. A última vez que a banda performou o álbum inteiro em um único show foi em outubro de 2007. Após a apresentação no festival, a banda anunciou mais tarde a Long Live The Black Parade, uma turnê norte-americana em 2025, na qual eles apresentarão o The Black Parade na íntegra.
Em novembro de 2024, o ex-baterista Bob Bryar, foi encontrado morto em sua casa. Apesar do grupo ter tido outros bateristas desde sua saída em 2010, ele foi o último a servir a banda em tempo integral.

## Artisticidade

### Estilo musical
A música do My Chemical Romance tem sido categorizada principalmente como rock alternativo, emo, pop-punk, post-hardcore, punk rock e hard rock. Ao longo de sua discografia, a música da banda também foi classificada como emo pop, hardcore punk, gothic rock, pop rock, arena rock, glam rock, progressive rock, heavy metal, pop, screamo e garage punk.
Gerard Way rejeitou publicamente o termo "emo", descrevendo o gênero como "lixo". No entanto, Gerard também teria descrito o estilo da banda como "o que mais você tem de emo".
A voz de Gerard tem sido descrita como "teatral" e apresenta letras "introspectivas e confessionais".

### Estilo musical e influências
Os integrantes da banda citam que inspiram-se em filmes, especialmente os de terror, para compor e para apresentar-se ao vivo. Possuem algumas influências como Kiss, Thursday, The Smiths, The Cure, Smashing Pumpkins e The Misfits.
O estilo musical da banda é muito debatido, mas de modo geral são misturados elementos de vários estilos, como rock alternativo, hard rock, pós-hardcore, rock gótico, pós-punk e pop punk.. Gerard Way disse em uma entrevista, que sua banda é apenas uma banda de rock, que toca sobre vida e morte. A banda também é frequentemente rotulada como emo, apesar do vocalista Gerard Way afirmar que não admira os estigmas que acompanham esse estilo.

## Integrantes

#### Formação atual
- Gerard Way — vocal (2001–2013, 2019–presente)
- Mikey Way — baixo (2001–2013, 2019–presente)
- Ray Toro — guitarra solo, violão, vocal de apoio (2001–2013, 2019–presente); guitarra rítmica (2001–2002)
- Frank Iero — guitarra rítmica, vocal de apoio (2002–2013, 2019–presente)

#### Integrantes de turnê atuais
- Jarrod Alexander – bateria, percussão (2011–2013, 2019–presente)
- Jamie Muhoberac – teclados (2019–presente)

Ex-membros
- Matt Pelissier — bateria (2001-2004)
- Bob Bryar — bateria (2004-2010; falecido em 2024)
- James Dewees – teclados, percussão, vocais de apoio (turnê 2007–2012; 2012–2013)

#### Ex-membros de turnê
- Pete Parada – bateria, percussão (2007)
- Matt Cortez – guitarra rítmica (2007–2008), baixo (2007)
- Tucker Rule – bateria, percussão (2007–2008)
- Todd Price – guitarra rítmica (2008)
- Michael Pedicone – bateria, percussão (2010–2011)

## Discografia
Álbuns de estúdio
- I Brought You My Bullets, You Brought Me Your Love (2002)
- Three Cheers for Sweet Revenge (2004)
- The Black Parade (2006)
- Danger Days: The True Lives of the Fabulous Killjoys (2010)